# Amphimela
Amphimela es un género de coleóptero de la familia Chrysomelidae.

## Especies
Las especies de este género son:
- Amphimela apicalis Kimoto, 2000
- Amphimela subgeminata Kimoto, 2001